# J. Rives Childs

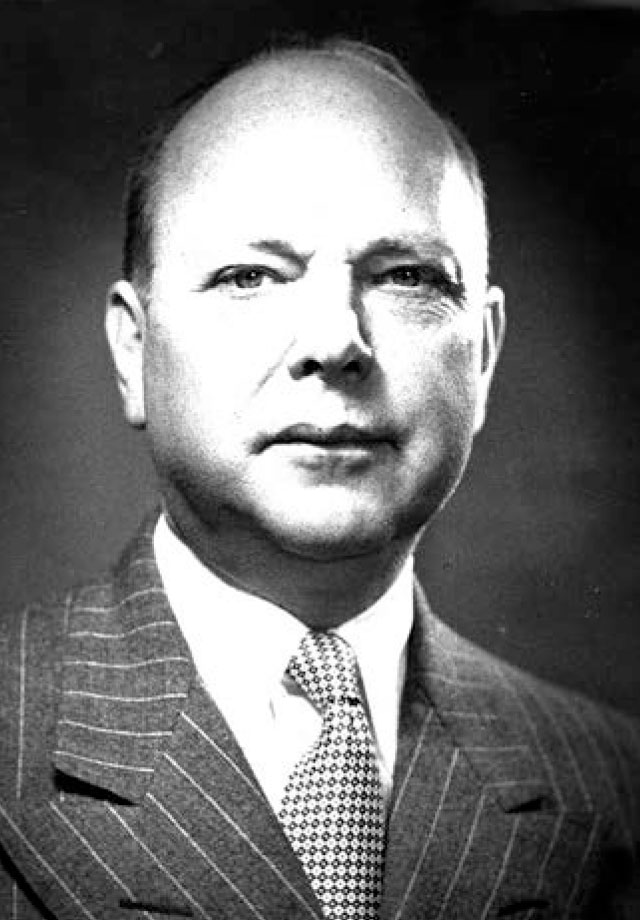
James Rives Childs

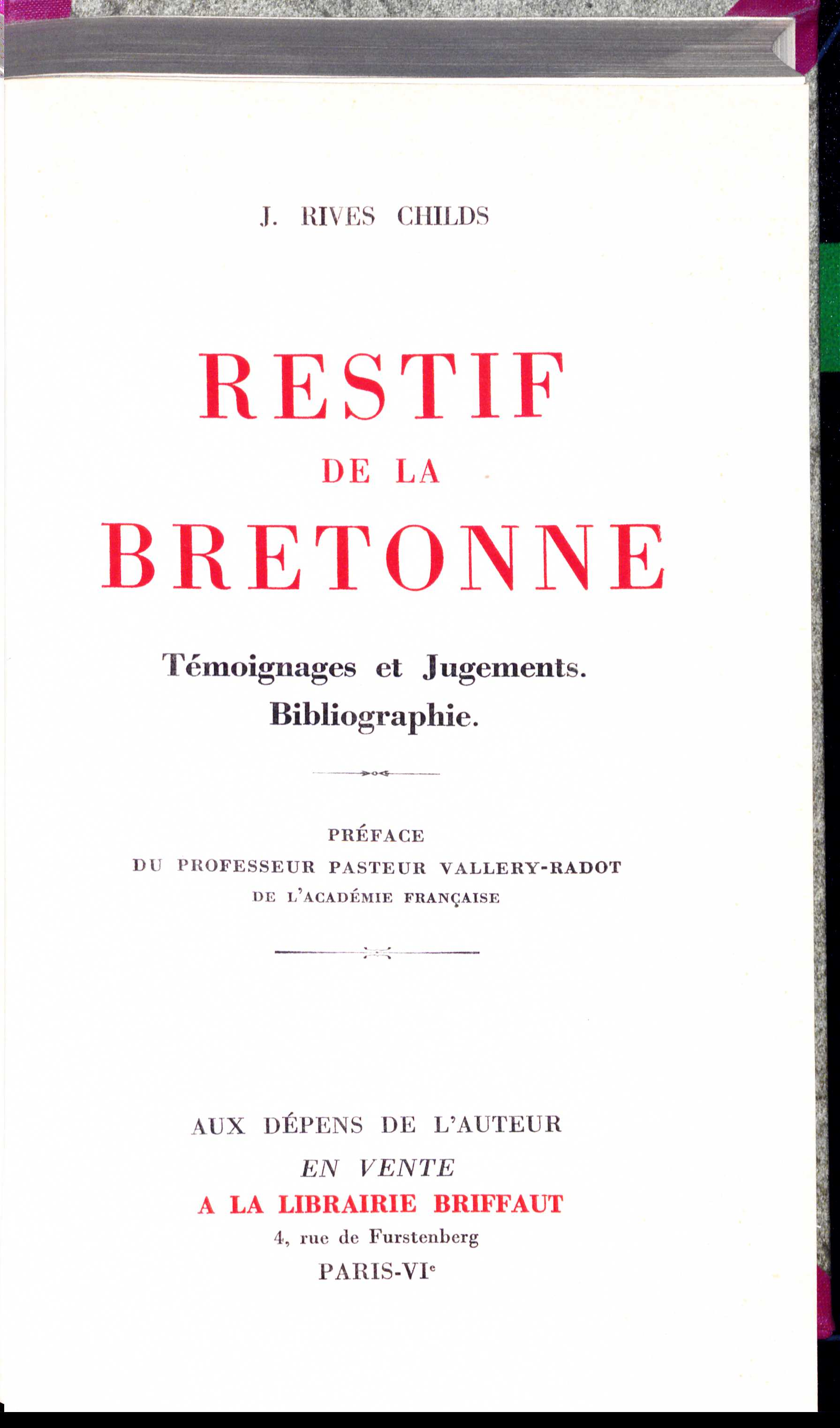
Restif de la Bretonne (1949)

James Rives Childs (geboren 6. Februar 1893 in Lynchburg, Virginia; gestorben 15. Juli 1987 in Richmond, Virginia) war ein US-amerikanischer Diplomat und Literaturwissenschaftler.

## Leben
Childs besuchte das Randolph-Macon College und erwarb den Master an der Harvard University. Er wurde im Ersten Weltkrieg eingesetzt und gehörte der Militärmission bei den Verhandlungen zum Friedensvertrag von Versailles an. Von 1919 bis 1921 war er Korrespondent von Associated Press. Von 1921 bis 1923 war er Assistent und später Aufseher der American Relief Administration im Kasan Distrikt. Von 1924 bis 1929 hatte er Exequatur als Konsul in Bukarest. 1931 war er Konsul in Kairo.
Von Februar 1941 bis Juni 1945 war er Geschäftsträger in Tanger, de jure bildete er, da die USA Signatarmacht der Algeciras-Konferenz waren, mit den Konsuln der anderen Signaturmächte die Regierung der internationalen Zone von Tanger. Faktisch hatte am 15. Juni 1940 Luis Orgaz Yoldi auf Befehl von Francisco Franco Tanger besetzt. Rives Childs verhandelte mit Orgaz, was dazu beitrug, dass Ángel Sanz Briz in Budapest etwa 1200 Transitvisa nach Spanisch-Marokko ausstellte. Aus Tanger sandten Rifka Gestetner und die Reichmann-Familie in großem Umfang Lebensmittelpakete in das besetzte Europa.
Am 27. April 1948 wurde er zum außerordentlichen Gesandten und Ministre plénipotentiaire in Dschidda ernannt, wo er am 29. Juni 1946 akkreditiert wurde. Mit Sitz in Dschidda war er auch in Sanaa akkreditiert. Am 2. März 1949 wurde die Gesandtschaft zur Botschaft aufgewertet. Rives war vom 18. März 1949 bis 21. Juli 1950 entsprechend als Botschafter akkreditiert. Am 15. Mai 1947 wurde er zum außerordentlichen Gesandten und Ministre plénipotentiaire in Addis Abeba ernannt, wo er vom 29. Juni 1946 bis 21. Mai 1949 akkreditiert war.

## Schriften (Auswahl)
- Restif de la Bretonne : temoignages et jugements ; bibliographie. Paris : Briffaut, 1949
- James Rives Childs: Casanova. Die große Biographie. Blanvalet, München 1977, ISBN 3-7645-0683-0.